# چاقه بلوچ‌ها
چاقه بلوچها روستایی در دهستان صفائیه بخش مرکزی شهرستان زاوه استان خراسان رضوی ایران است. بر پایه سرشماری عمومی نفوس و مسکن در سال ۱۳۹۰ جمعیت این روستا ۲۵۴ نفر (در ۶۹ خانوار) بوده است.